# Madonna in gloria sulla città di Bologna
Madonna in gloria sulla città di Bologna è il tema di un dipinto di Annibale Carracci.

## Storia
Il dipinto è concordemente identificato con quello indicato dal Bellori («la Madonna in gloria di Angeli sopra la Città di Bologna veduta in lontananza») nella cappella privata di Palazzo Caprara a Bologna (Vite dei Pittori, Scultori ed Architetti Moderni, 1672). 
I Caprara erano una potente famiglia felsinea particolarmente attiva in campo politico e dalle cui file provennero più illustri uomini d'arme: questo probabilmente spiega la marcata simbologia civica dell'opera commissionata ad Annibale.
Uscito dall'Italia in epoca imprecisata, nel Settecento il quadro era già in Inghilterra dove risulta nella collezione del pittore James Thornhill. Dopo ulteriori passaggi di proprietà, il dipinto fu infine donato alla Christ Church di Oxford nella cui insigne pinacoteca tuttora si trova.
Ignota è la datazione dell'opera che su basi stilistiche è collocata intorno al 1593.

## Descrizione e stile

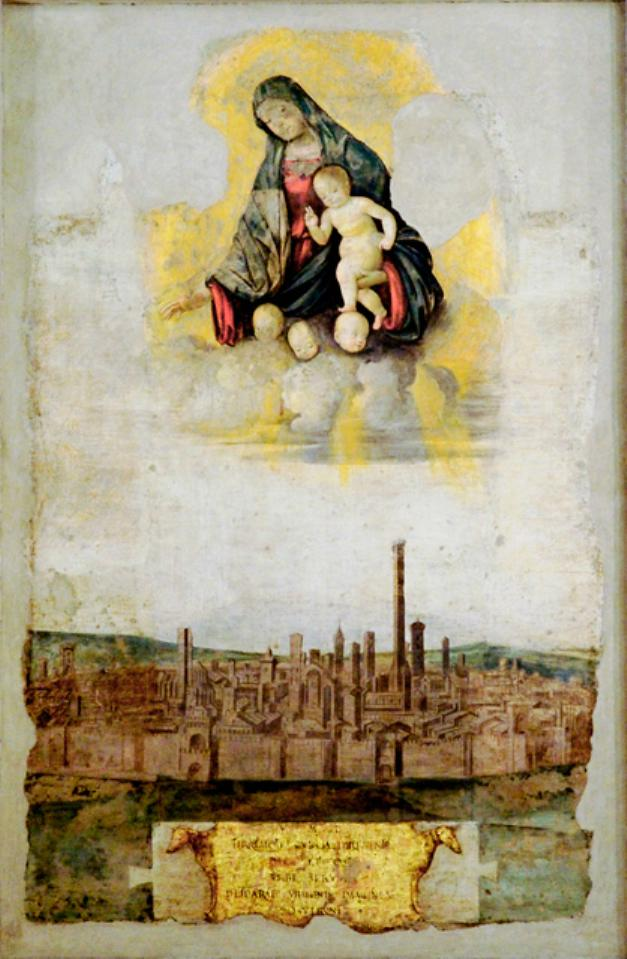
Francesco Francia, Madonna del terremoto, 1505, Bologna, Palazzo d'Accursio

Sul piano iconografico questa tela di Annibale è verosimilmente connessa ad una composizione di analogo soggetto commissionata, poco meno di un secolo prima, dalle istituzioni civiche bolognesi a Francesco Francia come ex voto per la fine di una serie di scosse telluriche che nel 1505 avevano terrorizzato la popolazione (l'opera del Raibolini è per questo detta Madonna del terremoto). Anche qui infatti la Vergine e il Bambino sovrastano nel cielo una riconoscibile veduta di Bologna.

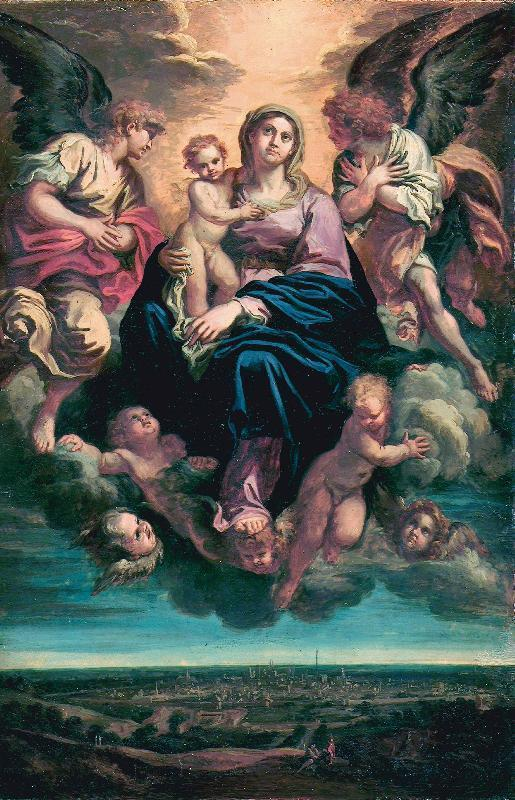
La piccola versione su carta

Stilisticamente l'opera è evocativa dell'avvio delle riflessioni del Carracci - sino ad allora concentrato sugli esempi del Correggio prima e della pittura veneziana poi - sugli equilibri compositivi della pittura rinascimentale centro-italiana, di ascendenza fiorentina. 
Riflessioni dell'artista che nella Madonna di san Giorgio trovano uno degli episodi più salienti. Proprio l'assonanza della tela eseguita per i Caprara con quest'ultimo dipinto, che si coglie nella frontalità e nella monumentalità del gruppo della Vergine col Bambino, spinge a collocare temporalmente il quadro di Oxford in prossimità alla pala un tempo nella chiesa di San Giorgio in Poggiale (Bologna), opera che reca la data del 1593. 
Anche la Madonna in gloria su Bologna inoltre - come già l'ancóna di San Giorgio - sembra rinviare a Raffaello ed in particolare, in questo caso, alla Visione di Ezechiele (opera che fu a lungo a Bologna): simile è la proporzione tra il primissimo piano dell'apparizione celeste al centro della composizione e la lontananza dell'elemento paesistico ripreso dall'alto.
Annibale inoltre accentua l'immensità della maestosa visione mariana che domina la città turrita sottostante collocando sul primo piano della parte bassa della tela alcune piccolissime figure che guardano stupefatte in direzione del cielo. 
Della Madonna della Christ Church è stata pubblicata nel 2002, dallo storico dell'arte statunitense John T. Spike una versione a tempera su carta, di formato ridotto, proposta come autografo di Annibale, forse un modello preliminare richiesto dalla committenza per un preventivo assenso sulla composizione. Questa proposta attribuitiva è stata respinta da Alessandro Brogi, mentre è stata accettata da Massimo Pulini in occasione della mostra dedicata al Sassoferrato (Cesena 2009) dove il piccolo dipinto è stato esposto.

## Disegni preparatori
Sono noti quattro studi preparatori della Madonna in gloria sulla città di Bologna custoditi, due per sede, nell'Albertina di Vienna e nelle raccolte di Chatsworth House in Inghilterra.
Nessuno di essi è la versione definitiva dell'opera oggi nella Christ Church Picture Gallery. 

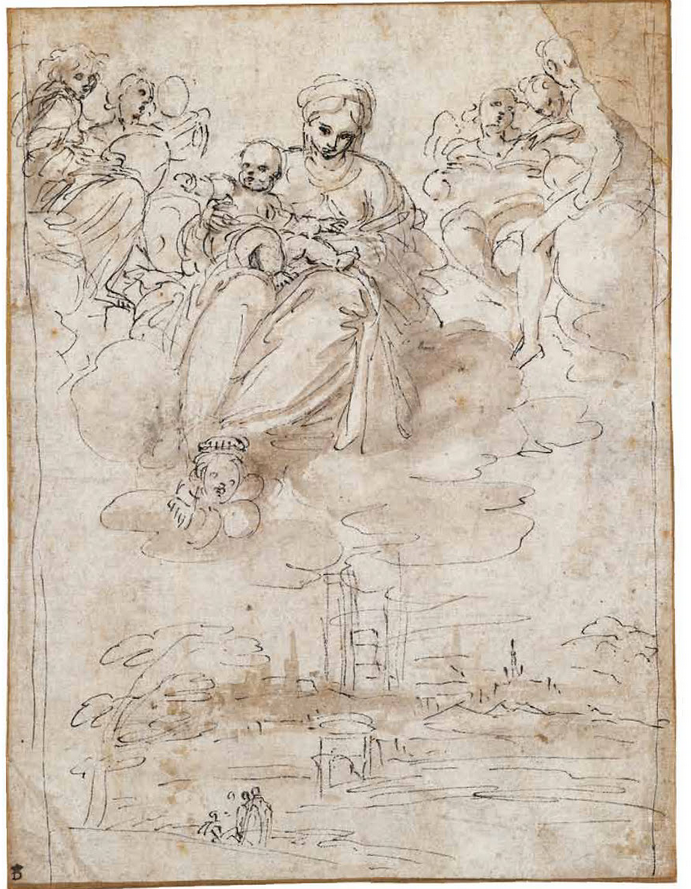
Studio per la Madonna in Gloria sulla città di Bologna, Chatsworth House
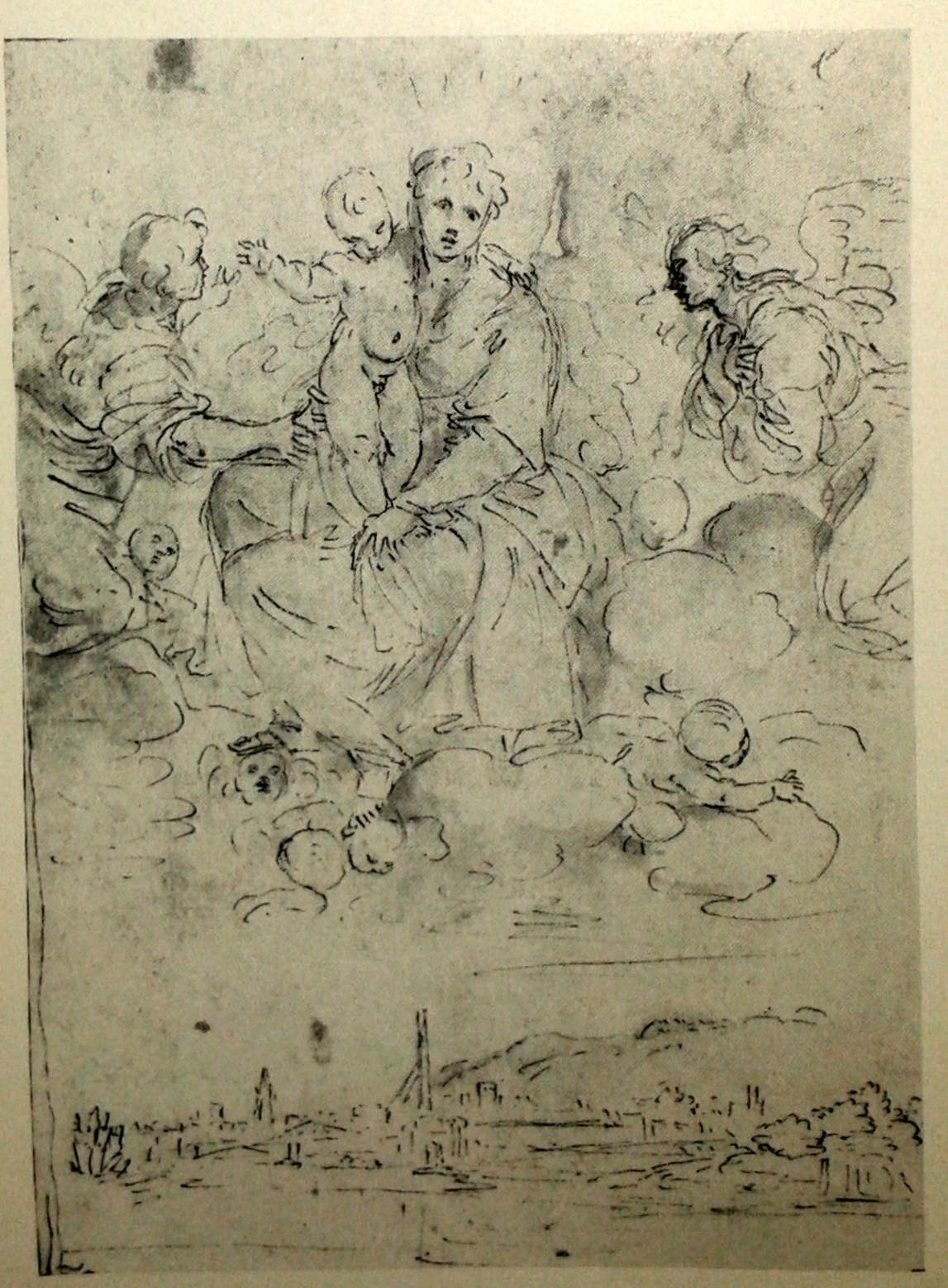
Studio per la Madonna in Gloria sulla città di Bologna, Chatsworth House
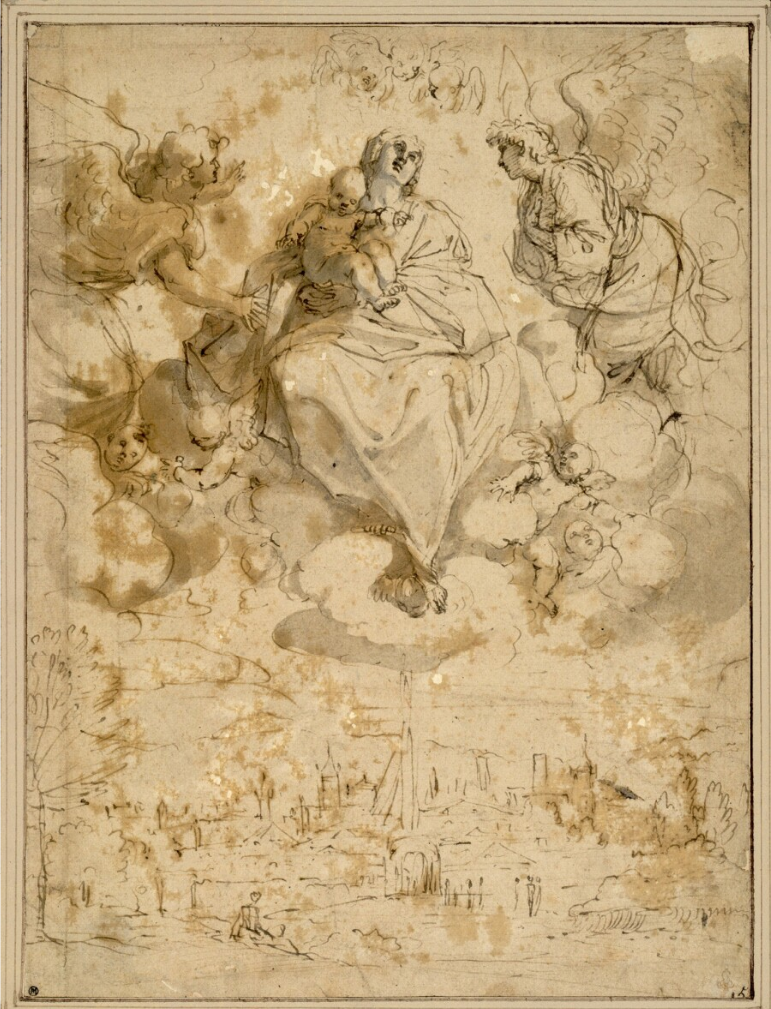
Studio per la Madonna in Gloria sulla città di Bologna, Albertina
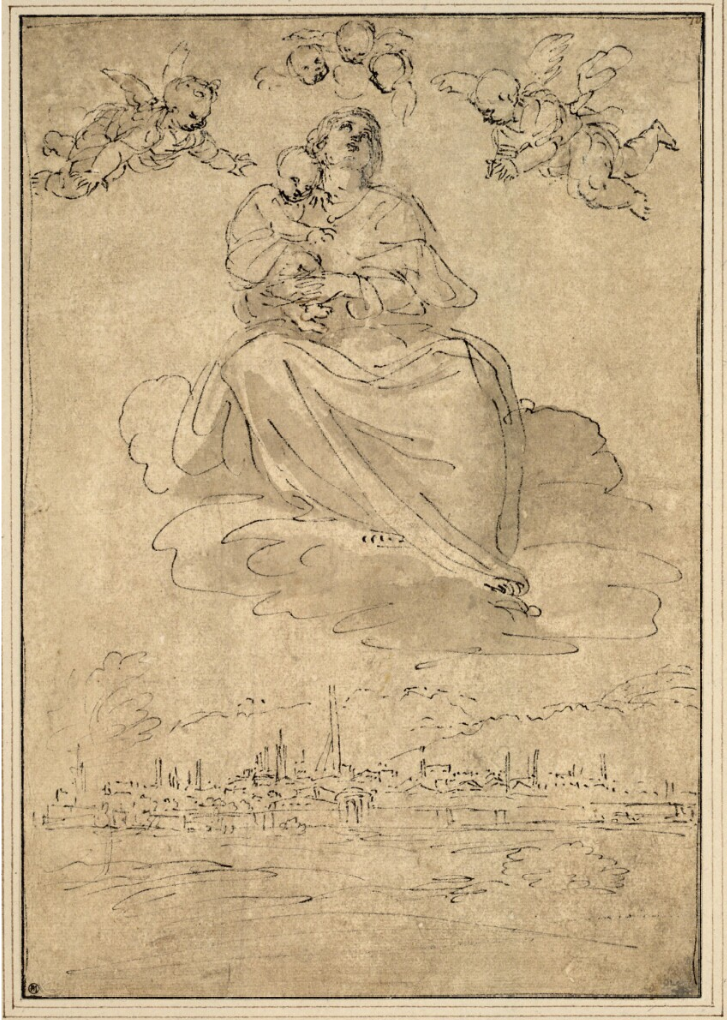
Studio per la Madonna in Gloria sulla città di Bologna, Albertina